# 2XMM J083026+524133
2XMM J083026+524133 (2XMM J0830) è un ammasso di galassie massivo distante 7.7 miliardi di anni luce. È stato scoperto nel 2008 tramite il telescopio XMM-Newton dell'ESA e il Large Binocular Telescope (LBT) in Arizona.
A partire dalla sua scoperta nel 2008, risulta essere il più vasto ammasso di galassie conosciuto con red shift di z ≧ 1, di massa stimata in 1015 masse solari. Comunque, l'ammasso di galassie XMMXCS 2215-1738 risulta essere ancora più lontano, circa 10 miliardi di anni luce.